# Xavier de Bonnault d'Houët
Le baron Marie Louis Xavier de Bonnault d'Houët (né le 24 novembre 1847 à Montdidier ; mort le 3 mars 1923 à Marseille) est un historien français.

## Biographie
Issu par son père, Eugène de Bonnault, d'une famille d'origine berrichonne  et par sa mère, Louise Bosquillon d'Aubercourt, d'une vieille famille picarde de Montdidier, Xavier de Bonnault d'Houët étudie à l'École nationale des chartes où il obtient en 1877 le diplôme d'archiviste-paléographe, grâce à une thèse sur les sires de Picquigny du 11e au 14e siècle .
Membre de plusieurs sociétés savantes et bibliothécaire bénévole de la ville de Compiègne, Bonnault d'Houët habite jusqu'au déclenchement de la Première Guerre mondiale le château de Hailles, hérité de ses parents et détruit pendant la Bataille d'Amiens, en 1918.
La majorité de ses travaux porte sur l'histoire de l'Île-de-France et de la Picardie.
Il est l'arrière-petit-fils de François Joseph de Bonnault d'Houet et le petit-fils de Marie Madeleine de Bonnault d'Houet.

### Mariage et descendance
Xavier de Bonnault épouse en 1878 Henriette Esmangart de Bournonville (1847-1912), fille de Charles Esmangart de Bournonville et Elisabeth de Cayrol, petite-fille de Louis Nicolas de Cayrol.
Il en a :
- François de Bonnault d'Houet (1881-1900) Mort de la grippe espagnole ;
- Elisabeth de Bonnault d'Houet (1883-1967), épouse du marquis de Fayolle. Elle est enterrée auprès de sa nièce Claude de Bonnault d’Houet (Vicomtesse Giroult des Brosses) en la commune de Chennebrun (Eure).

## Publications principales
- Pèlerinage d'un paysan picard à Saint Jacques de Compostelle au commencement du XVIIIe siècle, 1890, Montdidier, Imprimerie Abel Radenez, 1 vol. in 8°, 218 p., lire en ligne ;
- Un picard, Antoine Erlault, confesseur de Catherine de Médicis, évêque de Chalon, 1894, Compiègne, imprimerie Henry Lefebvre, 48 pages (tiré à part du Bulletin de la Société historique de Compiègne, tome VIII, p. 140-187), lire en ligne ;
- Les Francs-archers de Compiègne 1448-1524, 1897, Compiègne, Henry Lefebvre, 1 vol. in 8°, 250 p., lire en ligne ;
- Compiègne pendant les guerres de religion et la Ligue, 1910, Compiègne, imprimerie du Progrès de l'Oise, 1 vol. in 8°, 456 p., lire en ligne ;
- Les seigneurs de Thézy d'après les archives du château, 1912, Compiègne, Isidore Toubon, 1 vol. in 8°, 72 p., lire en ligne ;
- Vieux papiers, jeunes souvenirs, illustrés par l'auteur et ses amis, 1914-1920, Compiègne, Isidore Toubon, 1 vol. in 8°, 310 p., lire en ligne ;
- Les débuts du jansénisme dans le diocèse d'Amiens, 1922, Abbeville, Paillard, 1 vol. in 8°, 59 p., lire en ligne ;
- Une grande chrétienne, Claude Marguerite de Gondi, marquise de Maignelay, in Bulletin de la Société historique de Compiègne, 1924, pages 1 à 100, lire en ligne ;